# 전혜진 (1976년)
전혜진(1976년 8월 10일~)은 대한민국의 배우이다.

## 학력
- 울산제일여자고등학교(졸업)
- 상명대학교 영화영상학과(졸업)

## 생애
1998년 영화 《죽이는 이야기》로 데뷔하였다. 연극 배우로 활동 할 당시 '전이다' 라는 예명을 사용하였다. 

## 주요 출연작

### 영화
- 1998년 《죽이는 이야기》 ... 춘자 역
- 1999년 《거짓말》 ... 우리 역
- 2000년 《행복한 장의사》 ... 미스 황 역(단역)
- 2002년 《정글 쥬스》 ... 멕 역
- 2004년 《이공》
- 2005년 《안녕, 형아》 ... 한이 담임 역(특별 출연)
- 2005년 《내 생애 가장 아름다운 일주일》 ... 이 작가 역
- 2005년 《장님은 무슨 꿈을 꿀까요》
- 2006년 《잔혹한 출근》 ... 동희 역(우정 출연)
- 2006년 《세번째 시선》
- 2007년 《그 놈 목소리》 ... 성문 분석전문가 이애숙 박사 역
- 2008년 《서양골동양과자점 앤티크》 ... 복서 여친 역(우정 출연)
- 2009년 《키친》 ... 김선우 역
- 2010년 《작은 연못》 ... 짱이 엄마 역
- 2013년 《더 테러 라이브》 ... 박정민 역
- 2014년 《인간중독》 ... 최중령네 역
- 2015년 《허삼관》 ... 송씨 역
- 2015년 《사도》 ... 영빈 역
- 2016년 《로봇, 소리》 ... 현숙 역
- 2017년 《불한당: 나쁜 놈들의 세상》 ... 천인숙 역
- 2017년 《택시운전사》 ... 상구 엄마 역(특별 출연)
- 2017년 《시인의 사랑》 ... 강순 역
- 2017년 《희생부활자》 ... 이수현 역
- 2019년 《뺑반》 ... 우선영 역
- 2019년 《비스트》 ... 임춘배 역
- 2019년 《백두산》 ... 전유경 역
- 2022년 《헌트》 ... 방주경 역
- 2024년 《크로스》 … 희주 역
- 2024년 《리볼버》 … 그레이스 역(특별 출연)

### 텔레비전 드라마
- 2002년 MBC 《네 멋대로 해라》 ... 별리 역
- 2004년 KBS 《미안하다, 사랑한다》 ... 윤서경 역
- 2005년 KBS2 《드라마시티 - 납골당 소년》 ... 동희 역
- 2007년 tvN 《로맨스 헌터》 ... 안남희 역
- 2018년 JTBC 《미스티》 ... 서은주 역
- 2019년 tvN 《검색어를 입력하세요 WWW》 ... 송가경 역
- 2020년 tvN 《비밀의 숲 2》 ... 최빛 역
- 2021년 TV조선 《엉클》 ... 왕준희 역
- 2023년 ENA 《남남》 ... 김은미 역
- 2025년 ENA 《라이딩 인생》 ... 이정은 역

### 연극
- 양덕원 이야기
- 마르고 닳도록
- 거기
- 비언소
- 평화 씨
- 돼지 사냥
- 통일 익스프레스
- 도덕적 도둑

### 뮤직비디오
- 2000년 김광진 - 편지

## 수상 및 후보
| 연도 | 시상식                        | 부문                  | 작품                     | 결과 |
| ---- | ----------------------------- | --------------------- | ------------------------ | ---- |
| 2006 | KBS 연기대상                  | 여자 단막극상         | 그녀가 웃잖아, 기억      | 수상 |
| 2013 | 제22회 부일영화상             | 여우조연상            | 더 테러 라이브           | 후보 |
| 2015 | 제36회 청룡영화상             | 여우조연상            | 사도                     | 수상 |
| 2015 | 제2회 한국영화제작가협회상    | 여우조연상            | 사도                     | 수상 |
| 2016 | 제7회 올해의 영화상           | 여우조연상            | 사도                     | 수상 |
| 2016 | 제11회 맥스무비 최고의 영화상 | 최고의 여자조연배우상 | 사도                     | 후보 |
| 2016 | 제52회 백상예술대상           | 영화부문 여자 조연상  | 사도                     | 후보 |
| 2016 | 제25회 부일영화상             | 여우조연상            | 사도                     | 후보 |
| 2016 | 제21회 춘사영화상             | 여우조연상            | 사도                     | 후보 |
| 2017 | 제1회 더 서울어워즈           | 영화부문 여우조연상   | 불한당: 나쁜 놈들의 세상 | 후보 |
| 2017 | 제54회 대종상                 | 여우조연상            | 불한당: 나쁜 놈들의 세상 | 후보 |
| 2017 | 제37회 한국영화평론가협회상   | 여우조연상            | 불한당: 나쁜 놈들의 세상 | 수상 |
| 2017 | 제38회 청룡영화상             | 여우조연상            | 불한당: 나쁜 놈들의 세상 | 후보 |
| 2018 | 제5회 들꽃영화상              | 조연상                | 시인의 사랑              | 후보 |
| 2018 | 제54회 백상예술대상           | 영화부문 여자 조연상  | 불한당: 나쁜 놈들의 세상 | 후보 |
| 2018 | 제54회 백상예술대상           | TV부문 여자 조연상    | 미스티                   | 후보 |
| 2018 | 제23회 춘사영화제             | 여우조연상            | 불한당: 나쁜 놈들의 세상 | 후보 |
| 2022 | 제42회 한국영화평론가협회상   | 여우조연상            | 헌트                     | 수상 |
| 2022 | 제43회 청룡영화상             | 여우조연상            | 헌트                     | 후보 |
| 2022 | 제58회 대종상                 | 여우조연상            | 헌트                     | 후보 |